# La Rage de vaincre
La Rage de vaincre (The Miracle of Kathy Miller) est un téléfilm américain de Robert Michael Lewis diffusé en 1981.

## Synopsis
Le téléfilm est basé sur l'histoire vraie d'une adolescente de Scottsdale qui fut gravement blessée en 1977 à la suite d'un accident de voiture. Kathy, qui faisait de l'athlétisme au lycée, surmontera ses blessures physiques et mentales grâce au sport et  participera à une compétition.

## Distribution
- Helen Hunt : Kathy Miller
- Frank Converse : Larry Miller
- Sharon Gless : Barbara Miller
- Bill Beyers : Larry Don Miller
- John de Lancie : Dr. Christiansen